# Sveriges volleyballlandshold (damer)
Sveriges volleyballlandshold er Sveriges landshold i volleyball. Holdet har deltaget i fire EM (1967, 1971, 1983 og 2021). Holdets hidtil bedste resultat er en ottendeplads ved EM 2021. Det har aldrig kvalificeret sig til VM eller OL.

## Spillere med flest internationale kampe[34]
1. Eva Hansen-Hoszek - 178 landskampe
2. Yvonne Olauson Orvemo - 171 landskampe
3. Birgitta Axelsson - 166 landskampe
4. Susanne Granelli - 140 landskampe
5. Sofia Molin - 137 landskampe
6. Britt Borg - 137 landskampe
7. Anna Vorwerk - 131 landskampe
8. Anna Bergström - 103 landskampe
9. Charlotte Wiig - 97 landskampe
10. Maria Wahlström - 96 landskampe

## Landstrænere
- Ismo Peltoarvo (2003-2006)[35][36]
- Tina Celinder Nygren (2007-2015)[35][36][37][38]
- Ismo Peltoarvo(2016)[36][39]
- Guillermo Gallardo (2017-2018)[39][40]
- Jonas Svantesson (2018-2019)[40]
- Ettore Guidetti (2019-2021)[41]
- Lauri Hakala (2022-)[42]